# Rivière Lepellé
Rivière Lepellé är ett vattendrag i Kanada.   Det ligger i provinsen Québec, i den östra delen av landet, 1 600 km norr om huvudstaden Ottawa.
Omgivningarna runt Rivière Lepellé är i huvudsak ett öppet busklandskap. Trakten runt Rivière Lepellé är nära nog obefolkad, med mindre än två invånare per kvadratkilometer.